# Lilla Björsjön
Lilla Björsjön är en sjö i Falkenbergs kommun i Halland och ingår i Ätrans huvudavrinningsområde. Sjön har en area på 0,067 kvadratkilometer och ligger 116,5 meter över havet.

## Delavrinningsområde
Lilla Björsjön ingår i det delavrinningsområde (632391-131568) som SMHI kallar för Ovan Musån. Medelhöjden är 124 meter över havet och ytan är 45,6 kvadratkilometer. Det finns inga avrinningsområden uppströms utan avrinningsområdet är högsta punkten. Lilla å som avvattnar avrinningsområdet har biflödesordning 2, vilket innebär att vattnet flödar genom totalt 2 vattendrag innan det når havet efter 25 kilometer. Avrinningsområdet består mestadels av skog (80 procent). Avrinningsområdet har 1,2 kvadratkilometer vattenytor vilket ger det en sjöprocent på 2,6 procent.